# Іден (переписна місцевість, Нью-Йорк)
Іден (англ. Eden) — переписна місцевість (CDP) в США, в окрузі Ері штату Нью-Йорк. Населення — 3346 осіб (2020).

## Географія
Іден розташований за координатами 42°39′8″ пн. ш. 78°54′5″ зх. д. / 42.65222° пн. ш. 78.90139° зх. д. (42.652344, -78.901302).  За даними Бюро перепису населення США в 2010 році переписна місцевість мала площу 14,49 км², уся площа — суходіл.

## Демографія
Згідно з переписом 2010 року, у переписній місцевості мешкало 3516 осіб у 1294 домогосподарствах у складі 957 родин. Густота населення становила 243 особи/км².  Було 1348 помешкань (93/км²).
Расовий склад населення:
| - 98,0 % — білих - 0,5 % — чорних або афроамериканців - 0,3 % — корінних американців - 0,3 % — азіатів |

До двох чи більше рас належало 0,7 %. Частка іспаномовних становила 0,7 % від усіх жителів.
За віковим діапазоном населення розподілялося таким чином: 24,1 % — особи молодші 18 років, 61,3 % — особи у віці 18—64 років, 14,6 % — особи у віці 65 років та старші. Медіана віку мешканця становила 43,2 року. На 100 осіб жіночої статі у переписній місцевості припадало 100,5 чоловіків;  на 100 жінок у віці від 18 років та старших — 96,3 чоловіків також старших 18 років.
Середній дохід на одне домашнє господарство  становив 72 524 долари США (медіана — 64 688), а середній дохід на одну сім'ю — 84 559 доларів (медіана — 81 607). Медіана доходів становила 53 542 долари для чоловіків та 47 446 доларів для жінок. За межею бідності перебувало 4,2 % осіб, у тому числі 3,0 % дітей у віці до 18 років та 4,1 % осіб у віці 65 років та старших.
Цивільне працевлаштоване населення становило 1700 осіб. Основні галузі зайнятості: освіта, охорона здоров'я та соціальна допомога — 27,5 %, виробництво — 12,6 %, роздрібна торгівля — 12,2 %.